# لئون ایچاسو
لئون ایچاسو (به انگلیسی: Leon Ichaso؛ ۳ اوت ۱۹۴۸ – ۲۱ مهٔ ۲۰۲۳) کارگردان آمریکایی-کوبایی بود.
از جمله آثاری که وی در آن‌ها نقش داشته‌است، می‌توان به ال کانتانته و شوگر هیل اشاره کرد.
ایچاسو در ۲۱ مهٔ ۲۰۲۳، بر اثر حملهٔ قلبی در سن ۷۴ سالگی درگذشت.